# Kántás Andor
Kántás Andor (Siófok, 1961. március 26. –) magyar repülőoktató.

## Életpályája
Tizenöt évesen Budapesten a Postás Repülő Klubban kezdte a pálya futását, azóta ejtőernyőzik és repül, huszonkét éve hivatásos pilóta. Különböző repülőgép-típusokon eddig 6000 órát töltött a levegőben és 1700 ugrást hajtott végre.
- 1980–2002. Ejtőernyős oktató.
- 1990. Budapestről Keszthelyre költözik és lehetőséget biztosít a repülő és ejtőernyős sport elsajátítására a helyi fiatalok számára.
- 1992-ben megalakítja a Keszthelyi Repülő és Ejtőernyős Egyesületet, amelyben ejtőernyős oktató volt 2002-ig és vezetőpilóta a mai napig.
- 2001. A lánya Lúcia 9 éves halmozottan sérülten született az orvosok nem tudják diagnosztizálni a betegséget, viszont ebben az évben sikerül megállapítani, hogy Lúcia a Rett szindróma nevű betegségben szenved, ezért Andor szinte azonnal úgy döntött, hogy felhívja a figyelmet a Rett szindrómára, valamint Keszthelyen egy gondviselő és fejlesztő intézmény létre hozásának fontosságára a halmozottan sérült gyermekek javára. Még ebben az évben neki áll megszervezni Magyarországról Ausztráliába történő karitatív repülését a saját ultrakönnyű repülőgépével, amelyet lányáról Lúcia névre keresztel el. A figyelem felhívásra tervezett interkontinentális repülő utat a "Repülés a Rett Szindrómáért" névvel címkézi fel.
- 2002. november 2. Elindul a Lúcia nevű repülőjével és segítő társával Latky Csongorral Sármellék-Balaton repülőtérről Ausztráliába "Repülés a Rett Szindrómáért"
- 2003. január 30. "Lúcia" 18 országot átrepülve leszáll Sydneybe, ahol Ausztrál Rett szindrómás gyerekek és szüleik, valamint a Sydney-Bankstone polgármester asszonya, Ausztrál légügyi igazgató, valamint orvosok, politikusok, újságírók fogadták őket.
- 2003. február elején meghívták az Avalon Airshowra.
- 2003. március 3. Keszthelyen megalakítja 7 kuratórium taggal a "Lucia Nyílt Alapítványt a Halmozottan Sérült Gyermekekért", az alapítvány nevét a sérült gyermekek szülei adták. Az alapítvány feladata létrehozni egy olyan nappali intézményt, ahol a sérült gyermekek fejlesztő programot és egészségügyi ellátást kapnak.
- 2003. október 11. Folytatja a missziót Európa 11 országán keresztül, Ragályi Elemér Kossuth díjas operatőr támogatásával, hogy a neves európai intézményekről dokumentum filmet forgassanak, amely bemutatja, hogy a halmozottan sérült gyermekek milyen ellátást és fejlesztő programokat kapnak.
- 2004. A Lúcia Alapítvány megkapja a várostól a Csók István utcai kórházat, hogy a halmozottan sérült gyermekeknek fejlesztő intézményt hozzanak létre. Az alapítvány pályázati úton próbál anyagi támogatást kapni.
- 2005. január 29. Sydneyben jótékonysági koncert a keszthelyi kórházért, hogy felhívják a figyelmet a Lúcia Alapítvány munkájára és egyben a halmozottan sérült gyermekek és szüleik helyzetére.
- 2005. július 3-án Horváth Charlye és Somló Tamás koncert a Lúcia Alapítvány szervezésében, hogy a keszthelyi várostól kapott Csók István utcai kórházra elnyerjék a pályázatot. Sajnos a koncert sem segített és nem kapták meg a támogatást, mivel anyagi forrás elapadására hivatkozott a kormány, így a kórház sosem lett a sérült gyermekeké.
- 2006–07. Angliában pilóta egy motoros és kétmotoros gázturbinás (turboprop) repülőgépeken.
- 2007- Ausztriában pilóta Dornier28G92 típusú repülőgépen.
- 2007. A keszthelyi város egy volt óvodát add az Intézmény létrehozására.
- 2008. Az óvodából sikerült átalakítással létrehozni az intézményt, amit át is adtak ez év tavaszán.
- 2009. Az intézmény pályázat útján 45 millió forintot kapott a korszerűsítésére, azóta is kiemelt sikerekkel foglalkozik a sérült gyermekekkel a Máltai Szeretet Szolgálat üzemeltetésében.
- 2022. december 13-án megírta a "Lúcia szárnyán " című könyvét, amely a "Repülés a Rett-szindrómáért" útjáról szól.

## Elismerések-díjak
- 2003-ban Mádl Ferenc Köztársasági Elnök elismerő levele.
- 2003-ban Medgyessy Péter Miniszterelnök elismerő levele.
- 2003-ban Kiss János sportminiszter elismerő oklevele.
- 2003-ban Magyarország Év Aviátora.
- 2003-ban FAI Gyémánt Kolibri Díj